# Gelis caudator
Gelis caudator är en stekelart som beskrevs av Klaus Horstmann 1986. Gelis caudator ingår i släktet Gelis och familjen brokparasitsteklar. Inga underarter finns listade i Catalogue of Life.